# Meaux
Meaux este un oraș în Franța, sub-prefectură a departamentului Seine-et-Marne, în regiunea Île-de-France. Una dintre cele mai apreciate brânze franceze poartă numele orașului: Brie de Meaux.

## Personalități născute aici
- Jeanne Hébuterne (1898 - 1920), pictoriță;
- Daniel Ceccaldi (1927 - 2003), actor, scriitor, regizor;
- Éric Judor (n. 1968), actor, regizor;
- Lucas Digne (n. 1993), fotbalist.

1. ↑  French National Directory of Representatives, accesat în 15 martie 2019
2. ↑   https://www.insee.fr/fr/statistiques/2521169, accesat în 10 octombrie 2021 Lipsește sau este vid: |title= (ajutor)
3. ↑  dataset of postal codes in France, 1 octombrie 2018